# Dos aguas (película)
Dos aguas es una película dramática de 2014 producida entre Colombia y Costa Rica. Estrenada en cines colombianos el 30 de mayo de 2019, contó con la dirección de Patricia Velásquez y las actuaciones de Ismael Brown, André Devoto, César Maruel, Ariel Arguedas y Gladys Alzate. Participó en importantes eventos como el Taller Centroamericano de Desarrollo de Proyectos, el Festival Encuentros de Cartagena y el Bogotá Audiovisual Market, entre otros. Su directora fue nominada al premio Miami Encuentros en el Festival de Cine de Miami en 2014.

## Sinopsis
Nató es un niño que vive en el Caribe de Costa Rica, una hermosa zona pero llena de pobreza, donde se conservan los vestigios del racismo. Aunque no es demasiado talentoso, Nató quiere convertirse en un gran futbolista para sacar a la familia de la miseria. Sin embargo, sus sueños empiezan a verse frustrados cuando se entera de que su querido hermano está metido en líos de narcos.

## Reparto
- Ismael Brown
- André Devoto
- César Maruel
- Ariel Arguedas
- Gladys Alzate